# 納言 (お笑いコンビ)
納言（なごん）は、太田プロダクションに所属する安部紀克と薄幸からなる日本の男女お笑いコンビ。

## メンバー
安部 紀克（あべ よしかつ、1992年〈平成4年〉6月12日 - ）（33歳）
ツッコミ担当、立ち位置は向かって左。
薄 幸（すすき みゆき、1993年〈平成5年〉1月24日 - ）（32歳）
ボケ・ネタ作り担当、立ち位置は向かって右。

## 略歴
安部の前コンビ「すとろんぐカラ〜」が解散して間も無い頃、安部から薄を誘って2017年1月に結成に至る。当時はメイプル超合金・ゆにばーす・相席スタートなど男女コンビが次々に売れ出していた時期だったため、安部は「その流れに乗れたら」と思っていたという。薄は「安部の前のコンビ（すとろんぐカラ〜）が本当に面白くないと有名だったのに、誘いがしつこいので無理矢理組んだ」と話している。また薄曰く、安部が誘ったのは自分で7人目だったとのこと。
コンビ名の由来は、2人で新宿を歩いていた際に見つけた「納言」の文字が入った酒場から。当初は「○○納言」という名前を色々考えていたがなかなか決まらず、結局「納言」だけに落ち着いた。
M-1グランプリでは結成2年目の2018年に準々決勝進出、Gyao!の配信動画で注目を集め始める。2019年・2020年・2021年でも準々決勝まで進出している。

## 芸風
主なネタにはキャバクラのスカウト・引っ越しの挨拶の時に会った初対面の男・チラシ配りの男などに扮した安部に、いずれもつい誘われてしまうヤンキーキャラの女に扮する薄というものがある。薄は革ジャンを衣装とし、ガラの悪そうな女のキャラで時々巻き舌調の台詞を入れ、ネタの間にたばこを吸う仕種を見せながら特定の街の名（主に都内）を挙げてディスる（街ディス）というネタを披露している。なお、これらのネタの時に見せているキャラクターがむしろ、薄のありのままだという。街ディスりのフレーズは下のフレーズ（下の句）から先に考え、後から駅名や地名（上の句）を当てはめている。営業の時は、その営業先の街のことを調べてからネタを作っているという。
薄が「字は書くのも読むのも嫌い」なため、薄が口頭で伝えたことを安部がノートに書いてネタを作成している。結成当初は安部が全てのネタ作りを請け負っていたが、後に薄もネタ作りに加わりネタ中にたばこを吸う仕種を入れて“街ディス”のネタを始めたところ客席の反応が変わり、M-1グランプリでも手応えを感じたという。これをきっかけにネタ作りの比率において次第に薄の割合が増えていき、現在は薄が1人で作っている。

## 賞レース成績

### M-1グランプリ
| 年度             | 結果         | エントリー No. | 会場                           | 日程     |
| ---------------- | ------------ | -------------- | ------------------------------ | -------- |
| 2017年（第13回） | 2回戦進出    | 2472           | ［東京］雷5656会館ときわホール | 10月3日  |
| 2018年（第14回） | 準々決勝進出 | 879            | ［東京］NEW PIER HALL          | 11月6日  |
| 2019年（第15回） | 準々決勝進出 | 674            | ［東京］NEW PIER HALL          | 11月19日 |
| 2020年（第16回） | 準々決勝進出 | 3089           | ［東京］NEW PIER HALL          | 11月17日 |
| 2021年（第17回） | 準々決勝進出 | 2609           | ［東京］ルミネtheよしもと      | 11月17日 |
| 2022年（第18回） | 準々決勝進出 | 3620           | ［東京］ルミネtheよしもと      | 11月16日 |
| 2023年（第19回） | 2回戦進出    | 2389           | ［東京］雷5656会館ときわホール | 10月23日 |

### その他
- 2019年 第1回 ツギクル芸人グランプリ - 第4位（ワイルドカード枠でファイナルステージ進出）[5]

## 出演

### テレビ
現在の出演
- 有吉の壁（日本テレビ） - 不定期出演
- ネタパレ（フジテレビ） - 不定期出演
- Powered by TV〜元気ジャパン〜（TOKYO MX、2022年10月8日 - ） - 薄幸はMC、安部はナレーションを担当。

過去の出演
- お笑い太鼓判 THE LIVE（日本テレビ） - 2018年12月31日
- そろそろ にちようチャップリン（2019年6月22日、テレビ東京）
- 全力!脱力タイムズ（フジテレビ、2019年6月28日）
- ツギクル芸人グランプリ（フジテレビ、2019年7月25日）
- アメトーーク!（テレビ朝日、2019年8月8日） - 「もっと売れたい芸人」
- ドリーム東西ネタ合戦（TBS） - 2020年1月1日
- くりぃむナンチャラ（テレビ朝日） - 2020年1月11日、2月22日
- タモリ倶楽部（テレビ朝日） - 2020年1月24日
- 有田ジェネレーション（TBS、2019年5月21日 - 2021年3月23日） - レギュラー
- ジンギス談!（北海道放送） - 2022年10月15日・22日

### ラジオ
- マイナビ Laughter Night（TBSラジオ） - 2018年12月28日[7]、2019年1月25日[8]7月12日[9]・8月16日[10]・9月27日[11]、2020年4月3日[12]・7月31日[13]・10月9日[14]、2021年6月11日[15]
  - 2019年8月の月間チャンピオン[16]
- 納言のイチナナゴン! 〜17Liveでおいしゃーす〜（TBSラジオ） - 2020年4月4日[17][18][19]〜2020年6月27日[20]

### インターネット
- 居酒屋 納言の××だなっ!!2021年11月19日（、ワロップ放送局）[21]
- 納言の耳ごろし（2021年4月16日 - 、文化放送YouTubeチャンネル） - 毎週金曜日
- 有田ジェネレーション（Paravi、2021年4月19日 - ） - レギュラー
- ukka のちゃっかりブレイク⼤作戦!（2025年1月28日 - 、YouTube） - MC。毎月2回配信